# Waćmierz
Waćmierz – wieś kociewska w Polsce położona w województwie pomorskim, w powiecie tczewskim, w gminie Subkowy, 2 km od drogi krajowej nr 22.
Podczas wojny ze Szwedami w 1626 roku we wsi rozłożony był obóz wojsk polskich króla Zygmunta III Wazy.
W latach 1975–1998 miejscowość administracyjnie należała do województwa gdańskiego.